# Crispatotrochus cornu
Espèce
Statut CITES
Crispatotrochus cornu est une espèce de coraux appartenant à la famille des Caryophylliidae.